# Nagy Edmond
Nagy Edmond (Siófok, 1978. november 22.) énekes, zenész, a Megasztár első szériájának döntőse.

## Lemezfelvételei

### Albumok
- Best of Megasztár (2004. Válogatáslemez, rajta Nagy Edmond előadásában a You Spin Me Round)
- Route 66 (2004. Ganxsta Zolee és a Kartel & Nagy Edmond kislemez)
- Megasztárok Karácsonya (2005. Válogatáslemez, rajta Nagy Edmond előadásában a Pásztorok, Pásztorok)
- Nagy Hang Nagy Szív (2005. Nagylemez )
- Sukiyaki  (2005. Kislemez)
- Kikötők (2006. Válogatáslemez, rajta Nagy Edmond előadásában a Húsz év múlva)
- Nagy Lemez (2006. Nagylemez)
- Megasztár Allstar (2007. Válogatáslemez, rajta Nagy Edmond előadásában az If I Only Knew )
- Dancemix Parádé 2. (2007. Válogatáslemez, rajta DJ Sly és Nagy Edmond előadásában a Fénytenger)
- Angyalkert (2020. Musical lemez)